# Sender Biberach (Osterberg)
Der Sender Biberach (Osterberg) ist ein Füllsender für Hörfunk. Er befindet sich auf dem Osterberg beim Stadtteil Bergerhausen etwa einen Kilometer westlich der Innenstadt von Biberach an der Riß. Als Antennenträger kommt ein freistehender Schleuderbetonmast zum Einsatz.
Von hier aus wird die Stadt Biberach und die nahe Umgebung mit den Rundfunkprogrammen Deutschlandfunk und Donau 3 FM versorgt.

## Frequenzen und Programme

### Analoges Radio (UKW)
Beim Antennendiagramm sind im Falle gerichteter Strahlung die Hauptstrahlrichtungen in Grad angegeben. In UKW werden folgende Programme ausgestrahlt:
| Frequenz (MHz) | Logo | Programm        | RDS PS   | RDS PI | Regionalisierung | ERP (kW) | Antennen- diagramm rund (ND) / gerichtet (D) | Polarisation horizontal (H) / vertikal (V) |
| -------------- | ---- | --------------- | -------- | ------ | ---------------- | -------- | -------------------------------------------- | ------------------------------------------ |
| 100,50         |      | Deutschlandfunk | __DLF___ | D210   | -                | 0,5      | ND                                           | H                                          |
| 104,60         |      | Donau 3 FM      | DONAU3FM | DA08   | -                | 0,32     | D (200°-160°)                                | H                                          |

### Analoges Fernsehen (PAL)
Vor der Umstellung auf DVB-T diente der Sender weiterhin für analoges Fernsehen.
| Kanal | Frequenz (MHz) | Programm                        | ERP (kW) | Sendediagramm rund (ND)/ gerichtet (D) | Polarisation horizontal (H)/ vertikal (V) |
| ----- | -------------- | ------------------------------- | -------- | -------------------------------------- | ----------------------------------------- |
| 25    | 503,25         | ZDF                             | 0,006    | D                                      | H                                         |
| 57    | 759,25         | Das Erste (SWR)                 | 0,04     | D                                      | H                                         |
| 60    | 783,25         | SWR Fernsehen Baden-Württemberg | 0,014    | D                                      | H                                         |

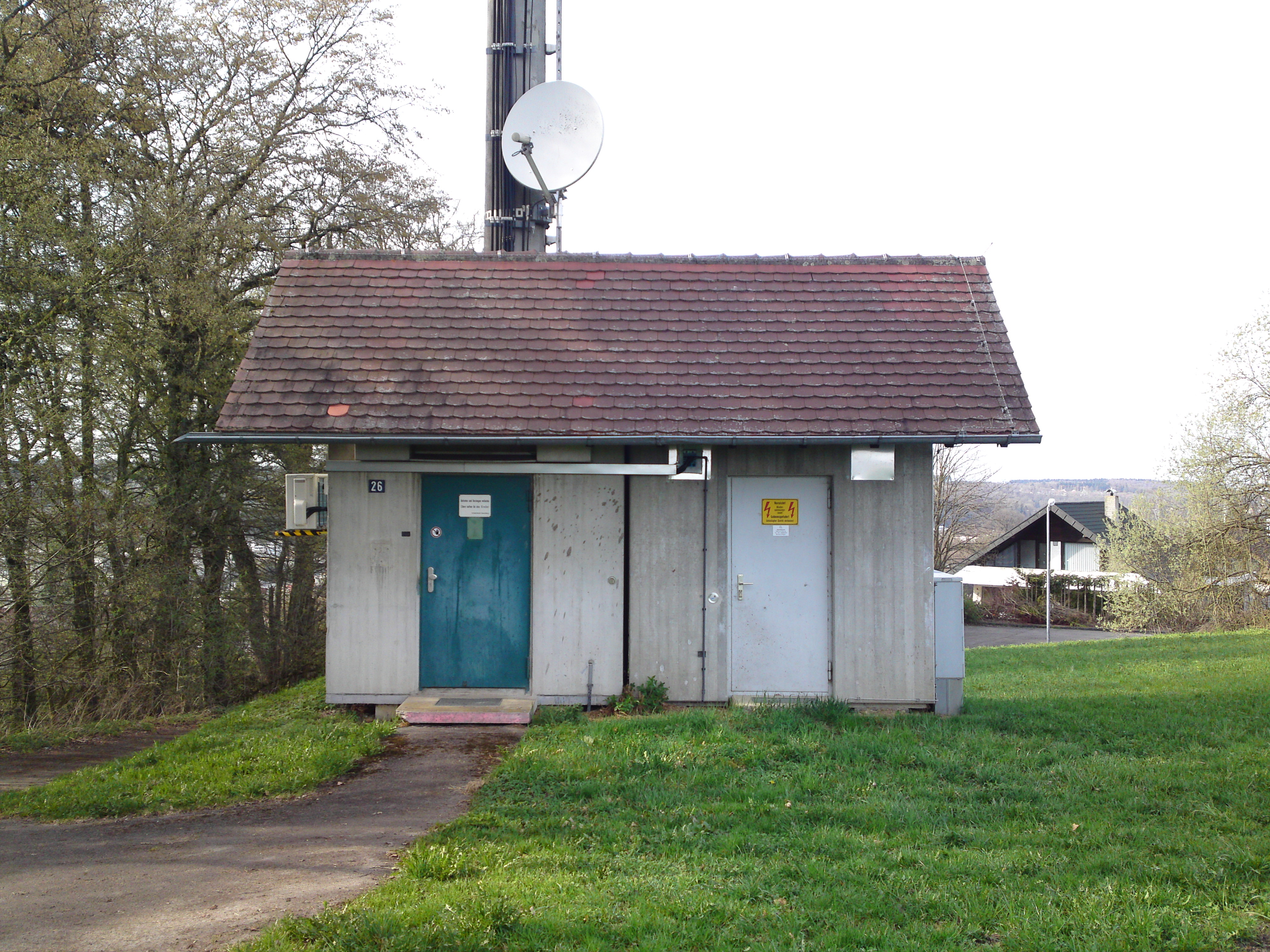
Senderhaus des Senders Biberach (Osterberg)
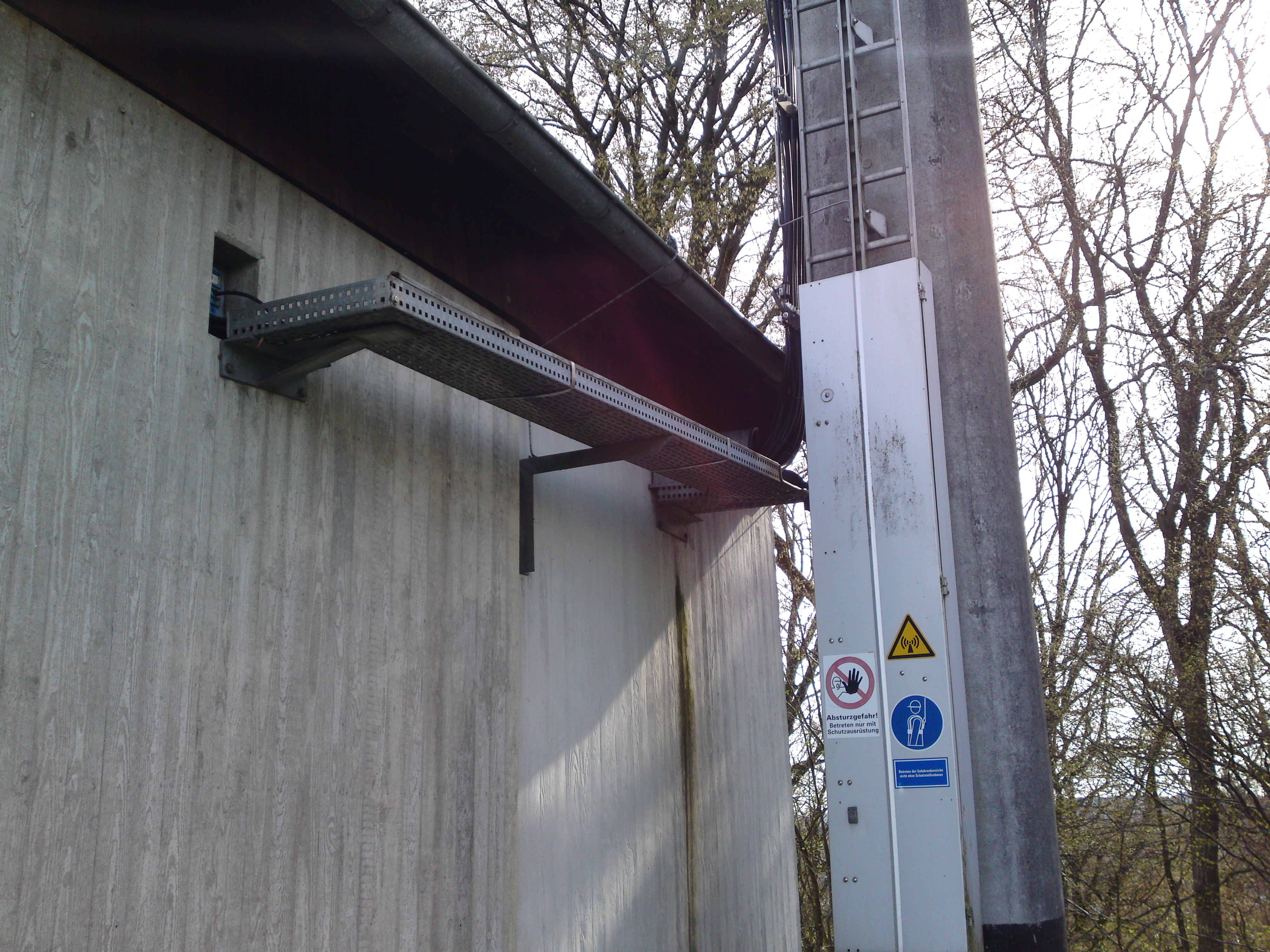
Zuleitung vom Senderhaus zum Sendemast